# Internet Explorer 8
Windows Internet Explorer 8 (comunament abreujat IE8) és la vuitena versió publicada del navegador web de Microsoft, succeint a Internet Explorer 7. Va ser llançat el 19 de març de 2009 com a actualització per Windows XP Service Pack 2 o superior, Windows Server 2003 amb Service Pack 1 o posterior, Windows Vista, i Windows Server 2008. Internet Explorer 8 s'inclou de forma nativa en els més recents sistemes operatius de Microsoft, Windows 7 i Windows Server 2008 R2.
Segons Microsoft, les prioritats per IE8 són la seguretat, facilitat d'ús, millores de RSS, CSS, i el suport a tecnologies basades en AJAX al costat de més estàndards web respecte al seu precursor.

## Història
Internet Explorer 8 ha estat en desenvolupament des de març de 2006 fins al present. Al febrer de 2008, Microsoft va enviar invitacions privades per a la Beta 1 de IE8, i el 5 de març de 2008, es va publicar la Beta 1 al públic general, encara que ambientada a una audiència de desenvolupadors i dissenyadors web. Juntament amb el llançament del programari preliminar, es va crear una pàgina web denominada Windows Internet Explorer 8 Readiness Toolkit, que contenia eines de preparació i guies de programació sobre noves característiques, a més d'enllaços per a la descàrrega d'aquesta versió preliminar. Des d'aquest temps, la xarxa de desenvolupadors de Microsoft (MSDN) va afegir noves seccions que detallen les noves tecnologies que incorpora IE8. Es van incloure dues noves característiques denominades WebSlices i Activetats. Les eines de preparació van ser promogudes per Microsoft com a aptes perquè els desenvolupadors poguessin explotar-les i fer que Internet Explorer 8 "brillés".
El 27 d'agost de 2008, Microsoft va fer disponible al públic en general una versió Beta 2. Un cop d'ull preliminar de PC World, va destacar algunes característiques de la Beta 2 com la manera de navegació InPrivate, l'aïllament de pestanyes i l'agrupació per colors, a més de la notòria millora pel que fa als estàndards web en comparació a Internet Explorer 7. Es renombraron les característiques Activetats per Acceleradors, i el filtre anti-phishing que en la primera Beta es denominés Filtre de Seguretat va passar a cridar-se SmartScreen. A més de ser renombradas, ambdues característiques van ser producte de canvis tècnics incrementals.
La versió final va ser llançada el 19 de març de 2009. L'edició que fa part de Windows 7 es troba encara en desenvolupament juntament amb aquest sistema operatiu, a causa de les seves funcionalitats addicionals (suport per a tecnologies tàctils, noves característiques de la barra de tasques, etc.).Plantilla:Demostrar

## Característiques
Internet Explorer 8 inclou moltes característiques noves, entre elles destaquen els Web Slices i Acceleradors.

### Funcions agregades

#### Acceleradors
Els acceleradors són una forma de recerca basada en selecció que permeten a l'usuari invocar un servei de la xarxa des de qualsevol pàgina utilitzant el ratolí únicament. Accions com seleccionar text i altres objectes li permeten als usuaris accedir a serveis útils (com crear una entrada de blog amb el text seleccionat, o veure un mapa de la ubicació geogràfica seleccionada), i previsualizarlos amb tan sols l'objecte seleccionat. D'acord amb Microsoft, els acceleradors eliminen la necessitat de copiar i pegar contingut entre pàgines web. En IE8, els acceleradors funcionen mitjançant un llenguatge basat en XML que permet a aplicacions o serveis web ser invocats com un servei accelerador. L'arxiu XML especifica el com s'invoca el servei i quines categories de contingut es mostraran. Existeixen similituds entre els "Acceleradors" i la característica controversial de "Etiquetes intel·ligents" que es va introduir en una versió beta de IE6 encara que va ser retirada després d'algunes crítiques (s'inclouria després en MS Office).

#### Barra d'adreces i recerca millorades
La barra d'adreces ara inclou una característica de ressaltat de dominis per a major seguretat, en la qual el domini d'una pàgina web es mostra en negre mentre que altres parts de la URL són mostrades en un color gris clar. El ressaltat de dominis no pot desactivar-se per part de l'usuari o llocs web. Altres funcions noves per a la barra d'adreces inclouen suport per pegar URLs de més d'una línia i un model millorat per inserir el cursor de selecció i seleccionar paraules o URLs completes en la barra d'adreces. La característica de "autocompletar en línia" va ser reemplaçada per un sistema de recerca molt més complet, en el qual en escriure uns pocs caràcters es desplegaran resultats de recerca en l'historial, en els favorits i en les fonts RSS, a més de ressaltar els caràcters coincidents en blau.
També va ser reemplaçat el quadre de diàleg Buscar... amb una barra d'eines per a recerques de pàgina que pot ser activada pressionant la combinació de tecles Ctrl+F o des del menú desplegable de la barra de recerca. Internet Explorer 8 ressaltarà totes les coincidències de paraules oposades mentre li permet a l'usuari navegar de manera normal.

#### Eines de desenvolupament
Per a desenvolupadors, IE8 inclou directament eines per a rastreig d'errors (debugging) en llenguatges HTML, CSS i Javascript.

#### Barra de favorits
Una altra de les noves característiques en IE8 és la inclusió d'una Barra de Favorits redissenyada que reemplaça l'anterior secció Vincles, i que ara pot guardar a més d'enllaços, contingut actualitzable com a Web Slices, fonts web RSS, així com documents, carpetes i qualsevol classe d'accessos directes.

#### InPrivate
En IE8 va debutar una nova manera de seguretat denominat InPrivate, i que consisteix en tres característiques independents: exploració, filtrat i subscripcions.
Igual que les característiques de protecció i navegació privada en Safari i Google Chrome, la exploració InPrivate s'ha descrit com "manera porno" en diversos mitjans de notícies. Quan s'activa, IE8 no guarda l'historial d'exploració, cookies i dades de formularis o contrasenyes; a més, en finalitzar la sessió s'esborraran automàticament tots els arxius temporals creats, amb la qual cosa no deixa cap evidència accessible sobre la navegació. El filtrat InPrivate proporciona als usuaris un nivell de control d'addicional per escollir què informació podrien usar llocs web de tercers per rastrejar hàbits de navegació. Les subscripcions InPrivate permeten ampliar les capacitats del filtrat InPrivate en subscriure's a llistats de llocs web per bloquejar o permetre.

#### Filtre SmartScreen
El filtre SmartScreen és una extensió del filtre anti-phishing inclòs en Internet Explorer 7. Si un usuari visita un lloc que ha estat etiquetat com a fraudulent o que presumptament conté programari maliciós, llavors Internet Explorer 8 mostrarà un avís sobre el fet i recomanacions que el lloc no hauria de ser visitat. A més, el filtre també revisa els enllaços de descàrrega d'arxius per evitar la instal·lació o execució d'arxius provinents de llocs perillosos coneguts. Aquesta característica pot ser deshabilitada des de les polítiques de grup en entorns empresarials.

#### Web Slicesi fonts autenticades
Els Web Slices són petites porcions d'una pàgina web més gran a les quals s'és possible subscriure. Aquests Web Slices es mantindran actualitzats automàticament i poden veure's directament des de la barra de favorits, complets amb gràfics i altres dissenys. Els desenvolupadors poden convertir parts de les pàgines com a Web Slices fàcilment, utilitzant els microformatos hAtom i hSlice. S'ha comparat a les Web Slices amb la tecnologia Active Desktop, introduïda per Internet Explorer 4 en 1997.
Microsoft donó aquesta especificació al domini públic sota la llicència Creative Commons Public Domain Dedication. També està coberta per la Microsoft Open Specification Promise.
IE8 afegeix a la plataforma Windows RSS la capacitat de suport de fonts autenticades.

#### Nivell de Zoom
El zoom de pàgina ara ajusta el text per evitar l'aparició de barres de desplaçament horitzontals amb l'ampliació. A més, el comportament d'ampliació és adaptatiu en detectar canvis en els ajustos de ppp per a visualització de l'escriptori.

#### Configuració de controls ActiveX per lloc
La barra d'informació li brinda a l'usuari l'opció que l'execució d'un control ActiveX es permeti en tots els llocs web o únicament en l'actual. Es pot canviar aquest comportament a través del quadre d'opcions "Administrar complements". Cada control ActiveX tindrà una llista de llocs aprovats per l'usuari.

#### Llocs suggerits
Aquesta característica es descriu per Microsoft com una eina per realitzar suggeriments de navegació, la qual cosa es realitza mitjançant l'enviament d'informació a servidors de Microsoft per una connexió segura i es manté temporalment amb un identificador únic aleatori en cada sessió. La característica de llocs suggerits no és funcional per defecte, i es desactiva quan l'usuari navega amb la manera InPrivate actiu o si es troba visitant pàgines amb seguretat SSL, intranet, adrecis IP, o adrecis tipus IDN. És possible que s'enviï informació potencialment identificable com la adreça IP de l'usuari i dades del navegador, com a part de la transmissió de dades normal en el protocol HTTPS. Microsoft ha declarat que no emmagatzema aquesta informació.

### Característiques eliminades
- Autocompletar en línia.[14]
- L'opció per eliminar arxius i configuracions emmagatzemada pel complements o controls ActiveX; ara es realitza de forma automàtica.[31]
- Expressions de CSS ja no s'admeten en la manera de renderizado "estàndards" d'Internet Explorer 8.[32]
- Eliminat suport per a l'etiqueta <wbr>.[33]
- La capacitat que pàgines web estiguin disponibles sense connexió i programar la seva sincronització.
- Obertura de carpetes web (ha de fer-se usant les eines de connexió d'unitats de xarxa)[34]

## Motor de renderitzat

### Rendiment i estabilitat
miniatura|Arquitectura de IE8.
Internet Explorer 8 inclou múltiples canvis de rendiment en els motors d'HTML, CSS, llenguatges de marcat així com en el temps d'execució de JScript i el seu mòdul d'alliberament de memòria associat. Amb això, s'han solucionat múltiples fugides de memòria associades amb el maneig inconsistent d'objectes JScript i Dg. Per a una millor seguretat i estabilitat, IE8 inclou canvis arquitectònics importants, cridats en conjunt "IE feblement acoblat" (Loosely Coupled IE LCIE). LCIE separa el procés de la interfície d'usuari del procés que alberga les diferents aplicacions web en diferents pestanyes (cadascuna al seu torn en diferents processos). Amb això, un error o pengi impedirà la caiguda de tot el programa en la majoria dels casos. També comporta a un augment de l'escalabilidad i el rendiment. Els permisos per a controls ActiveX s'han fet més configurables. En lloc d'activar o desactivar-los de manera global, poden ser permesos sobre la base de cada lloc web.

#### Recuperació automàtica
S'ha incorporat un mecanisme de recuperació en cas de bloqueig. Si el navegador es bloqueja, les pàgines web que estaven sent vistes poden recuperar-se, prèvia autorització de l'usuari, quan el navegador es reinicia.

#### Vista de compatibilitat
IE8 millora el renderizado de contingut per a molts estàndards web (com HTML, CSS i Javascript) de manera predeterminada. Tals canvis poden causar errors ja que el comportament de renderizado difereix significativament d'aquell de IE7. Per mantenir una compatibilitat cap enrere, els llocs web poden optar per desencadenar el comportament de IE7 per al contingut en inserir una etiqueta "meta" a la pàgina web, que activa la "manera de compatibilitat" en el navegador com la següent:
```
<
meta
 
http-equiv
=
"X-UA-Compatible"
 
content
=
"IE=EmulateIE7"
/>

```

## Acolliment
Cinc setmanes després del llançament de la Beta 2 en agost de 2008, les estadístiques d'ús de la Beta 1 van créixer d'un 0.05% a 0.61%, d'acord amb Net Applications. Una avaluació de la Beta 2 feta per l'editorial PC World va resumir la tendència d'adopció de la Beta 2:
| « | Encara que no convencerà a molts usuaris de Firefox a canviar de bàndol, Internet Explorer 8 Beta 2 mereix tenir-se en consideració per a aquells que no hagin solidificat encara la seva lleialtat cap al que usen per navegar. | » |

Internet Explorer 8 Beta va guanyar el premi de millor navegador web realitzat per About.com per a la categoria de Millor Navegador Beta.
Pel 5 d'abril de 2009, un mes després del seu llançament final al públic, Internet Explorer 8 va aconseguir un 4,13% de la quota de mercat de navegadors web, quota que va continuar en augment fins a aconseguir més de la desena part de la participació global (un 12,46%) al juliol del mateix any. Mantenint un creixement sostingut, IE8 va aconseguir convertir-se en la versió de navegador web més utilitzada del món durant el mes de gener de 2010 amb el 22,37%, deixant en segon lloc al seu antecessor IE6.

## Historial de llançaments
| Color   | Significat                             |
| ------- | -------------------------------------- |
| Vermell | Versió antiga; sense suport            |
| Porpra  | Versió de desenvolupament (preliminar) |

Notes
- Solament l'última versió compatible d'Internet Explorer amb el sistema operatiu en el qual es vol instal·lar rep suport, sempre que el sistema operatiu en qüestió també ho rebi.

Informació del cicle de vida de suport per a sistemes operatius Windows®.
- No s'inclouen Service Packs tret que siguin significatius.

| Versió major | Versió menor | Data de publicació     | Canvis significatius | Inclòs en                        |
| ------------ | ------------ | ---------------------- | --- | -------------------------------- |
| Versió 8     | 8.0 Beta 1   | 5 de març de 2008      | CSS 2.1, Serveis Contextuals. Acceleradors. Web Slices. Aïllament de pestanyes i protecció a. c. s. activada per defecte. Recuperació automàtica en cas de bloqueig. Filtre anti-phising i anti-malware millorat (SmartScreen). Augment a 6 del nombre de connexions HHTP per millorar la resposta en la navegació. |                                  |
| Versió 8     | 8.0 Beta 2   | 27 d'agost de 2008     | Correcció d'errors en CSS 2.1. Navegació privada i bloqueig de recol·lecció d'informació (característiques InPrivate). Barra d'adreces intel·ligent. Suggeriments per a recerques. Pestanyes agrupades per color. Exploració mitjançant el símbol d'intercalació ("caret browsing").                                | Windows 7 Pre-Beta               |
| Versió 8     | 8.0 Pre-RC1  | 11 de desembre de 2008 | Correcció d'errors en CSS. Millores en les eines per a desenvolupadors. Canvis en Vista de compatibilitat. Millores en l'administració de favorits i altres canvis menors en la interfície. Canvis en el funcionament de les maneres exploració i bloqueig de InPrivate.                                            | Windows 7 Beta                   |
| Versió 8     | 8.0 RC1      | 26 de gener de 2009    | Correcció d'errors en CSS. Canvis menors en l'administració de favorits i en la barra de recerca. | Windows 7 RC1                    |
| Versió 8     | 8.0          | 19 de març de 2009     | Llançament final. Última versió per Windows XP i Windows 2003. | Windows 7 Windows Server 2008 R2 |

### Requisits mínims de maquinari
- Processador de 233 MHz o superior.
- Super VGA (800 x 600) o de major resolució amb 65536 colors (16 Bits).
- Ratolí o dispositiu assenyalador compatible.
- Quantitat de RAM requerida va des de 64 MB amb Windows XP/Server 2003 fins a 512 MB amb Windows Vista/Server 2008.